# Kuo Chan-jü
Kuo Chan-jü (čínsky pchin-jinem Guō Hányù, znaky zjednodušené 郭涵煜, * 18. května 1998 Čeng-čou, Che-nan) je čínská profesionální tenistka. Ve své dosavadní kariéře na okruhu WTA Tour vyhrála čtyři deblové turnaje. V rámci okruhu ITF získala čtyři tituly ve dvouhře a jedenáct ve čtyřhře.
Na žebříčku WTA byla ve dvouhře nejvýše klasifikována v říjnu 2017 na 278. místě a ve čtyřhře v srpnu 2025 na 28. místě.

## Tenisová kariéra
Na okruhu WTA Tour debutovala říjnovým Tianjin Open 2017 v Tchien-ťinu. Kvalifikací prošla přes Dalilu Jakupovićovou a Ninu Stojanovićovou. Na úvod singlové soutěže však podlehla krajance a světové pětadvacítce Pcheng Šuaj. V tchienťinské čtyřhře postoupila s Jie Čchiou-jü do semifinále, kde jí prohru z kvalifikace oplatily Slovinka Jakupovićová se Srbkou Stojanovićovou. V prvních kolech skončila také na čínských turnajích Guangzhou International Women's Open 2018, Zhengzhou Open 2023 a Jiangxi Open 2023.
Premiérové finále na okruhu WTA Tour odehrála ve čtyřhře kantonského Guangzhou Open 2023. S krajankou Ťiang Sin-jü nastoupily do debla na divokou kartu. Ve finále zdolaly druhé nasazené Japonky Eri Hozumiovou s  Makoto Ninomijovou po dvousetovém průběhu. Z dalších tří finále odešly s Ťiangovou poraženy. Na Ningbo Open 2023 nestačily na nejvýše nasazenou dvojici Laura Siegemundová a Věra Zvonarevová. V závěru lednového Hobart International 2024 je přehrál tchajwansko-mexický pár Čan Chao-čching a Giuliana Olmosová. Rovněž ve finále únorového Thailand Open 2024 nenašly recept na Japonku Miju Katovou s Indonésankou Aldilou Sutjiadiovou.
Do grandslamu poprvé zasáhla ve čtyřhře Australian Open 2024. Po výhrách nad Schoofsovou s Zimmermannovou a Hozumiovou s Minomijovou postoupila po boku Ťiangové do třetího kola. V něm jejich účinkování v Melbourne Parku uzavřely turnajové čtyřky Dabrowská s Routliffeovou.

## Finále na okruhu WTA Tour

### Čtyřhra: 8 (4–4)
| Legenda            |
| ------------------ |
| Grand Slam (0)     |
| Turnaj mistryň (0) |
| WTA 1000 (0)       |
| WTA 500 (2–1)      |
| WTA 250 (2–3)      |

| Stav       | č. | datum             | turnaj              | kategorie | povrch | spoluhráčka                 | soupeřky ve finále                       | výsledek              |
| ---------- | -- | ----------------- | ------------------- | --------- | ------ | --------------------------- | ---------------------------------------- | --------------------- |
| Vítězka    | 1. | 24. září 2023     | Kanton, Čína        | WTA 250   | tvrdý  | Ťiang Sin-jü                | Eri Hozumiová Makoto Ninomijová          | 6–3, 7–6(7–4)         |
| Finalistka | 1. | 30. září 2023     | Ning-po, Čína       | WTA 250   | tvrdý  | Ťiang Sin-jü                | Laura Siegemundová Věra Zvonarevová      | 6–4, 3–6, [5–10]      |
| Finalistka | 2. | 13. ledna 2024    | Hobart, Austrálie   | WTA 250   | tvrdý  | Ťiang Sin-jü                | Čan Chao-čching Giuliana Olmosová        | 3–6, 3–6              |
| Finalistka | 3. | 4. února 2024     | Hua Hin, Thajsko    | WTA 250   | tvrdý  | Ťiang Sin-jü                | Miju Katová Aldila Sutjiadiová           | 4–6, 6–1, [7–10]      |
| Vítězka    | 2. | 24. srpna 2024    | Monterrey, Mexiko   | WTA 500   | tvrdý  | Monica Niculescuová         | Alexandra Panovová Giuliana Olmosová     | 3–6, 6–3, [10–4]      |
| Vítězka    | 3. | 3. listopadu 2024 | Ťiou-ťiang, Čína    | WTA 250   | tvrdý  | Mojuka Učidžimová           | Katarzyna Piterová Fanny Stollárová      | 7–6(7–5), 7–5         |
| Vítězka    | 4. | 10. ledna 2025    | Adelaide, Austrálie | WTA 500   | tvrdý  | Alexandra Panovová          | Beatriz Haddad Maiová Laura Siegemundová | 7–5, 6–4              |
| Finalistka | 4. | květen 2025       | Štrasburk, Francie  | WTA 500   | antuka | Nicole Melichar-Martinezová | Tímea Babosová Luisa Stefaniová          | 3–6, 7–6(7–4), [7–10] |

## Finále série WTA 125

### Čtyřhra: 2 (0–2)
| Legenda       |
| ------------- |
| WTA 125 (0–2) |

| Stav       | č. | datum       | turnaj           | povrch | spoluhráčka   | soupeřky ve finále                     | výsledek            |
| ---------- | -- | ----------- | ---------------- | ------ | ------------- | -------------------------------------- | ------------------- |
| Finalistka | 1. | září 2017   | Ta-lien, Čína    | tvrdý  | Jie Čchiou-jü | Lu Ťing-ťing Jou Siao-ti               | 6–7(2), 6–4, [5–10] |
| Finalistka | 2. | květen 2018 | Kchun-ming, Čína | antuka | Sun Sü-liou   | Dalila Jakupovićová Irina Chromačovová | 1–6, 1–6            |

## Tituly na okruhu ITF
| Dotace turnajů okruhu ITF | Dotace turnajů okruhu ITF |
| ------------------------- | ------------------------- |
| 100 000 $ tournaments     | 80 000 $ tournaments      |
| 60 000 $ tournaments      | 40 000 $ tournaments      |
| 25 000 $ tournaments      | 15 000 $ tournaments      |
| 10 000 $ tournaments      |                           |

### Dvouhra (4 tituly)
| Č. | datum       | turnaj                 | povrch | poražená finalistka | výsledek      |
| -- | ----------- | ---------------------- | ------ | ------------------- | ------------- |
| 1. | říjen 2016  | Hua Hin, Thajsko       | tvrdý  | Karman Thandiová    | 6–3, 6–3      |
| 2. | červen 2019 | Lu-čou, Čína           | tvrdý  | Sün Fang-jing       | 6–2, 6–1      |
| 3. | únor 2023   | Kuala Lumpur, Malajsie | tvrdý  | Ajumi Košiišiová    | 6–4, 6–3      |
| 4. | září 2023   | Kuej-jang, Čína        | tvrdý  | Liou Fang-čou       | 7–5, 2–6, 6–4 |

### Čtyřhra (11 titulů)
| Č.  | datum         | turnaj                 | povrch     | spoluhráčka   | poražené finalistky                     | výsledek              |
| --- | ------------- | ---------------------- | ---------- | ------------- | --------------------------------------- | --------------------- |
| 1.  | červen 2016   | An-ning, Čína          | antuka     | Lu Ťia-si     | Šeng Jü-čchi Sin Jüan                   | 6–3, 6–4              |
| 2.  | leden 2018    | Orlando, Spojené státy | antuka     | Sü Ťing-wen   | Ulrikke Eikeriová Ilona Kremenová       | 6–3, 3–6, [12–10]     |
| 3.  | březen 2019   | Nan-čchang, Čína       | antuka (h) | Čeng Wu-šuang | Ma Jie-sin Mei Jamagučiová              | 6–0, 6–1              |
| 4.  | červen 2019   | Šen-čen, Čína          | tvrdý      | Jie Čchiou-jü | Čchen Ťia-chuej Wu Mej-sü               | 1–6, 7–6(4), [11–9]   |
| 5.  | únor 2023     | Kuala Lumpur, Malajsie | tvrdý      | Li Jü-jün     | Ančisa Čantaová Ajaka Okunová           | 6–0, 2–6, [10–2]      |
| 6.  | březen 2023   | Kuching, Malajsie      | tvrdý      | Li Jü-jün     | Feng Šuo Kuo Mej-čchi                   | 6–2, 6–3              |
| 7.  | duben 2023    | Jakarta, Indonésie     | tvrdý      | Cody Wongová  | Čchö Či-hui Pak So-hjon                 | 6–2, 7–6(6)           |
| 8.  | červen 2023   | Čchangwon, Jižní Korea | tvrdý      | Ťiang Sin-jü  | Čo I-süan Čo I-cen                      | 7–6(4), 7–6(1)        |
| 9.  | srpen 2023    | An-ning, Čína          | antuka     | Ťiang Sin-jü  | Žibek Kulambajevová Lanlana Tararudíová | 6–2, 6–0              |
| 10. | září 2023     | Kuej-jang, Čína        | tvrdý      | Ťiang Sin-jü  | Čo I-süan Čo I-cen                      | 7–5, 6–4              |
| 11. | listopad 2023 | Takasaki, Japonsko     | tvrdý      | Ťiang Sin-jü  | Momoko Koboriová Ajano Šimizuová        | 7–6(7–5), 5–7, [10–5] |